# Inipi

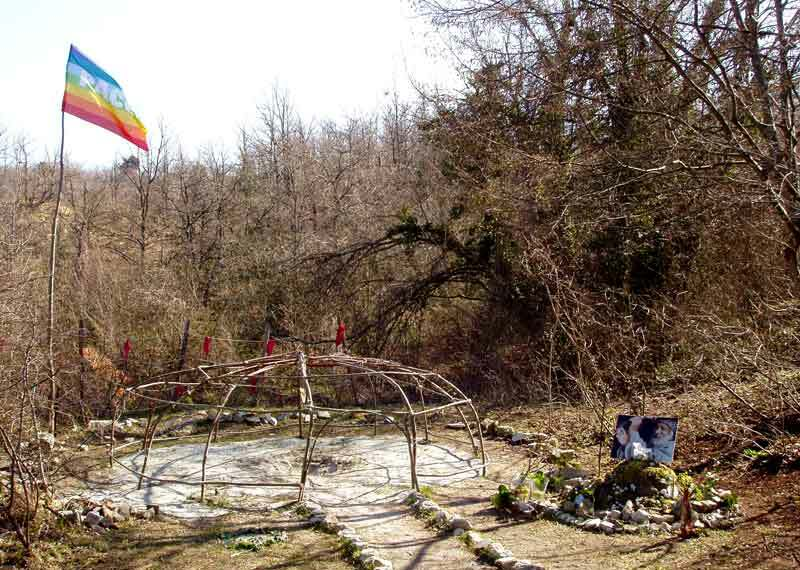
inipi scoperto

La cerimonia Inipi è la versione Sioux della capanna sudatoria o capanna della purificazione.
Questa cerimonia veniva (e viene tuttora) praticata presso tutte le popolazioni native dell'America centrale e settentrionale, ma si ritrova anche in altre culture talvolta molto lontane e molto diverse. Si tratta di un rito di purificazione sia fisica che spirituale, procedimento ritenuto indispensabile per poi poter compiere qualsiasi altra cerimonia.
La capanna della purificazione Sioux veniva costruita disponendo dodici o sedici giovani salici a forma di cupola, coperti poi da pelle di bisonte o da tela. 
In mezzo alla capanna veniva scavata una buca nel terreno, detta "culla di roccia", nella quale venivano deposte le pietre incandescenti. La capanna aveva solamente un'apertura, di solito verso ovest. Dall'entrata iniziava un piccolo sentiero sacro fatto con la terra rimossa dalla culla di roccia; alla fine del sentiero si trovava un piccolo tumulo detto unci, al di là del quale viene acceso un fuoco: su questo un uomo, detto "custode del fuoco" metteva a riscaldare le pietre. Dopo che i partecipanti si erano seduti in cerchio sulla salvia argentata all'interno della capanna, il custode del fuoco portava all'interno sette o multipli di sette pietre incandescenti. Il sette era un numero ricorrente in quanto sette erano le direzioni: i quattro punti cardinali, il Cielo, la Terra, e la settima direzione, quella dello spirito. 
Il conduttore della cerimonia procedeva allora a versare dell'acqua sulle pietre roventi, in modo che il vapore riempisse la capanna. A questo punto i partecipanti invocavano gli spiriti intonando canti. La tenda veniva sollevata soltanto quattro volte per versare nuova acqua; alla quarta apertura veniva introdotta anche la sacra pipa. Dopo la quarta apertura la cerimonia terminava e tutti i partecipanti uscivano dalla tenda con movimento circolare in senso orario.

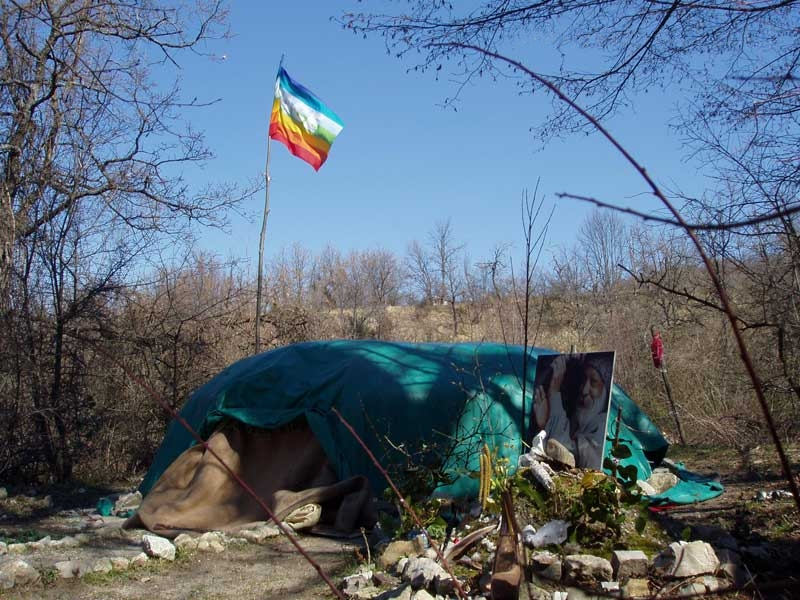
inipi coperto

La cerimonia della capanna sudatoria è stata diffusa in molte zone del mondo, tra diverse culture ed in tempi differenti. La stessa cerimonia Lakota (Sioux) ha subìto diversi cambiamenti nel corso del tempo, anche se di lieve entità. Fondamentalmente, la cerimonia è divisa in quattro momenti chiamati "round" ("porte" in italiano), separati dall'apertura della porta, ognuno dei quali è dedicato ad una delle direzioni cardinali. Il punto di partenza è l'Ovest, per terminare con il Sud. Ogni direzione ha un proprio colore, un animale rappresentativo, e proprie qualità, alle quali si ispira ognuno dei round.
Ogni volta che la porta si apre, si fanno eventualmente entrare nuove pietre roventi sulle quali poi versare l'acqua, una volta che la porta si è richiusa ed un nuovo round è iniziato.
Dalla metà degli anni '90 circa, si è assistito ad una rapida diffusione delle cerimonie di capanne sudatorie anche in Europa, in particolar modo Italia, Svizzera, Germania.

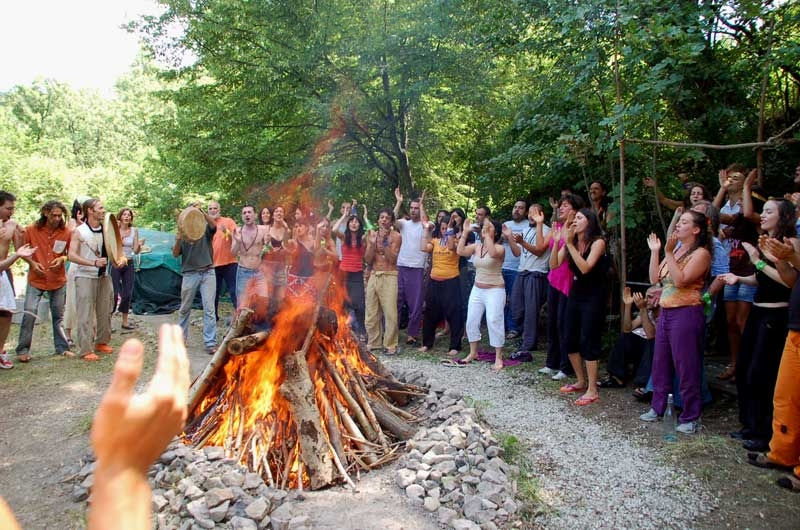
inipi-accensione del fuoco